# Wildpoldsried
Wildpoldsried is een gemeente in de Duitse deelstaat Beieren, gelegen in het Landkreis Oberallgäu. Deze kleine gemeente staat nationaal en ook internationaal bekend als energiedorp (Duits: Energiedorf), dat door middel van duurzame energie ongeveer vijfmaal zoveel stroom opwekt dan het zelf verbruikt. De gemeente werd voor deze prestatie veelvuldig met Duitse (bijvoorbeeld de deutscher Solarpreis 2009, Bayerische Staatsmedaille für besondere Verdienste um die Umwelt 2011) en internationale prijzen geëerd.
De gemeente telt 2.543 inwoners.
In de gemeente ligt de burchtruïne Wolkenberg.
Altusried · Bad Hindelang · Balderschwang · Betzigau · Blaichach · Bolsterlang · Buchenberg · Burgberg i.Allgäu · Dietmannsried · Durach · Fischen i. Allgäu · Haldenwang · Immenstadt i. Allgäu · Lauben · Missen-Wilhams · Obermaiselstein · Oberstaufen · Oberstdorf · Ofterschwang · Oy-Mittelberg · Rettenberg · Sonthofen · Sulzberg · Waltenhofen · Weitnau · Wertach · Wiggensbach · Wildpoldsried